# Ooglijdersgasthuis (Utrecht)

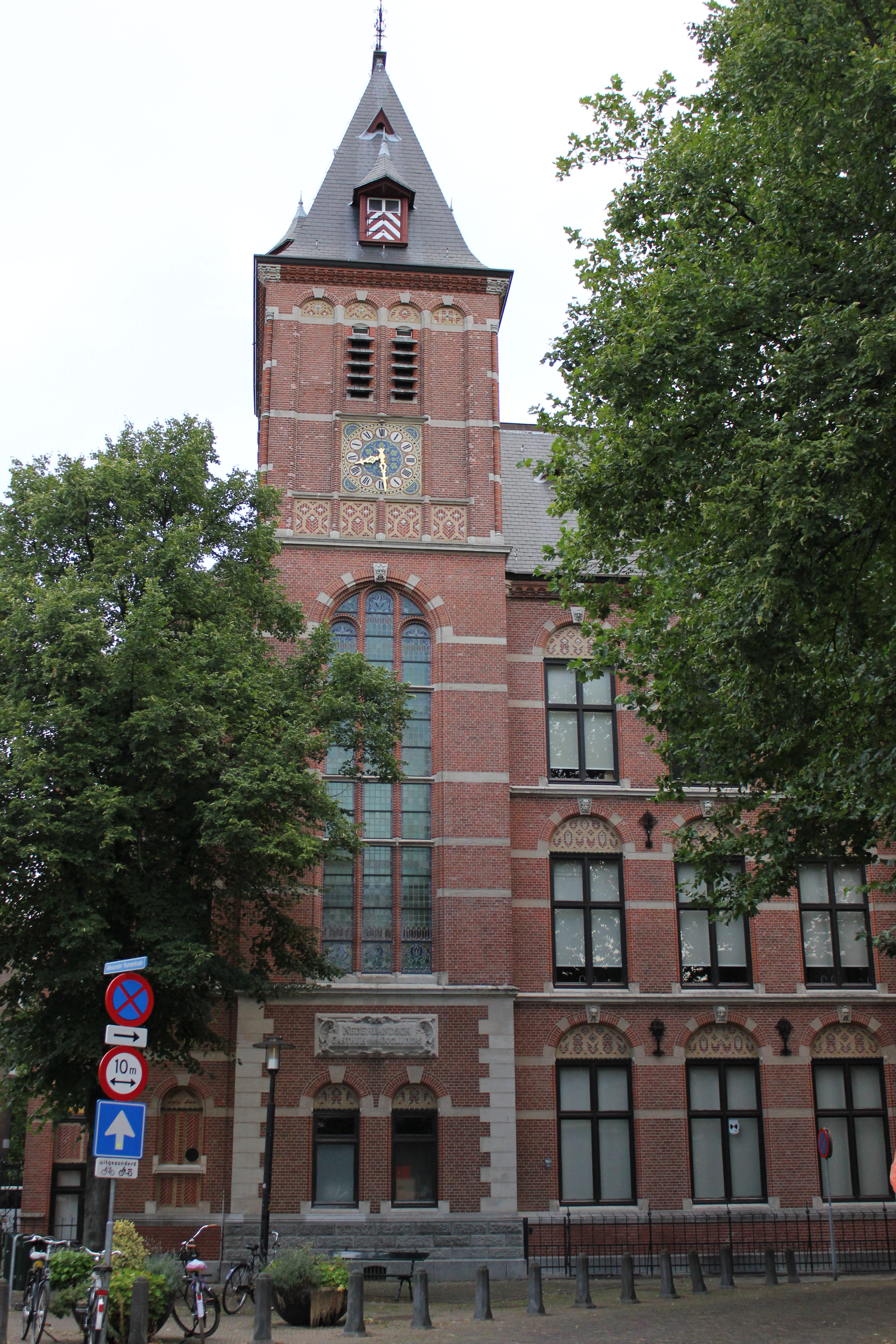
Deel van het in 1894 geopende Ooglijdersgasthuis gezien in 2012.

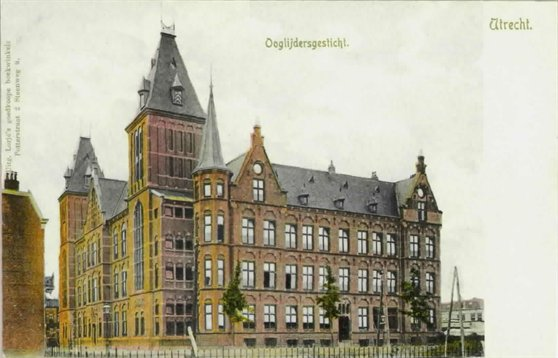
Ooglijdersgasthuis rond 1904.

Het Ooglijdersgasthuis, ook wel onder meer het Nederlandsch Gasthuis voor Behoeftige en Minvermogende Ooglijders genoemd, was een ziekenhuis voor oogheelkunde in de Nederlandse stad Utrecht.

## Geschiedenis
In de vroege jaren 50 van de 19e eeuw was de arts Franciscus Cornelis Donders de eerste persoon in Nederland die de oftalmoscoop (oogspiegel) van Helmholtz kon gebruiken, zodat patiënten met onverklaarbare visuele klachten al gauw naar hem gestuurd werden voor diagnose. Donders begon een kleine kliniek met zes bedden in het oude choleraziekenhuis aan het Begijnehof te Utrecht. Dit groeide uit tot het Nederlands Gasthuis voor Behoeftige en Minvermogende Ooglijders, waarvan de opening plaatsvond op 6 november 1858. Het aantal bedden werd hier opgehoogd tot veertig. Op 20 december 1858 werden de eerste twee patiënten opgenomen, twee weeskinderen uit Enkhuizen.
De behandelkliniek raakte internationaal bekend. Daarnaast vond er oogheelkundig onderwijs en onderzoek plaats. Binnen Nederland was de kliniek de eerste in haar soort. Donders’ eerste compagnon was Herman Snellen. In 1884 volgde Snellen hem op als directeur van het Ooglijdersgasthuis.
In de jaren 80 van de 19e eeuw maakten Donders en Snellen plannen voor een nieuw, veel groter oogziekenhuis: dit nieuw Nederlands Gasthuis voor Behoeftige en Minvermogende Ooglijders werd geopend in 1895 aan de huidige F.C. Dondersstraat door Snellen, toen Donders al overleden was. In 1989 werd het ziekenhuis onderdeel van het Academisch Ziekenhuis Utrecht (AZU), maar nog wel als een onafhankelijke afdeling onder de naam F.C. Donders Instituut voor Oogheelkunde.

## Vestigingen
Het Ooglijdersgasthuis is in de negentiende eeuw meerdere malen verhuisd. Het groeiende instituut had steeds meer ruimte nodig. De eerste vestiging was een in 1853 door F.C. Donders geopende polikliniek in het Physiologisch Laboratorium aan het Janskerkhof, het laboratorium waar F.C. Donders voorheen werkte als fysioloog. Patiënten die behandeld moesten worden, werden geopereerd in het Choleragasthuis aan de Begijnestraat. In 1864 werd een huis naast het gasthuis aangekocht ter uitbreiding. In de jaren zeventig werd er al gesproken over verdere uitbreiding en werd er gezocht naar nieuwe mogelijkheden van uitbreiding. Verschillende plannen voor nieuwbouw konden niet doorgaan. Zo werd een beoogd pand aan de Plompetorengracht aangekocht door de gemeente voor een ander doeleinde. Een aankoop aan het Sterrenbos in 1984 kon ook niet doorgaan omdat er niet op tijd geld bijeen gezameld kon worden voor de aankoop bij de gemeente. Dit geld moest binnen vijf jaar worden verzameld, daarna zou de grond weer vervallen aan de gemeente. In 1889 werd besloten voor een nieuw vrijgekomen terrein aan de Bleyenburgstraat. Dit terrein lag destijds aan de rand van de stad en was dus ongunstig gelegen, maar de goedkope grond was toch reden tot aankopen. In 1892 werd de bouw voor een nieuw gasthuis aanbesteed aan de architect Dirk Kruijf. Het gebouw werd in 1895 geopend. Dit gebouw is tegenwoordig bekend door zijn ligging aan de F.C. Dondersstraat, dat in de eerste jaren van de twintigste eeuw gebouwd werd. Het nieuwe Gasthuis voor Behoeftige en Minvermogende Ooglijders blijft een groot deel van de twintigste eeuw op deze locatie gevestigd. Vanaf 1965 werden er plannen gemaakt voor een fusie met een kliniek op De Uithof waarbij het samengaan met het Kinderziekenhuis werd besproken. Uiteindelijk is de kliniek in 1989 verhuisd naar het AZU op De Uithof.

### Locatie F.C Dondersstraat
Dit gebouw is tegenwoordig een Utrechts rijksmonument. Het heeft deze titel verworven omdat het een voorbeeld is van een in neo-renaissancestijl opgetrokken ziekenhuis. Het was bovendien van cultuurhistorische waarde vanwege de intentie om een ziekenhuis voor ooglijders op te richten en  de verbondenheid met professor F.C. Donders die voor de ooggeneeskunde van grote betekenis is geweest.

#### Bouwgeschiedenis
De bouwgeschiedenis van het pand aan de F.C. Dondersstraat is in verschillende perioden op te delen. De bouw van het eerste deel is begonnen in 1892. Het is geconstrueerd in een L vorm en ontworpen door de architect Kruijf. Het gebouw is opgetrokken in de stijl van de zogenaamde neogotiek en de neorenaissance, dit zijn stijlen waar ornamenten van de eerdere perioden worden hergebruikt. Deze neostijlen waren gangbaar aan het einde van de negentiende eeuw. In 1902 volgde er een nieuwe toevoeging aan de achtereinde van het perceel, hoogstwaarschijnlijk ook ontworpen door architect D. Kruijf. Het gebouw was niet bijzonder groot en sloot stijlmatig aan bij het oude deel. In 1932 en 1933 bracht de architect H.F. Mertens enkele wijzigingen aan in het eerste bouwdeel. In 1936 ontwierp hij ook twee andere aanbouwen. Zijn grootse bijdrage volgde in 1938, toen de Oostelijke vleugel werd uitgebreid. Mertens ontwierp dit deel in de stijl van de nieuwe zakelijkheid,  die een bewust contrast vormden met de oudere delen. De twee delen uit 1892-94 en 1938-39 vormen samen het hedendaagse rijksmonument. Op de oostelijke hoek van de noordelijke vleugel werd in 1950 een bouwdeel geplaatst. In de jaren zestig was een zekere architect Wouda verantwoordelijk voor wijzigingen aan het terrein. Vanaf 1962 werden de oude delen door Wouda verbouwd, waaronder de entree van de oostelijke vleugel. Vanaf 1967 werkte hij aan een laag paviljoen aan de binnenzijde van het terrein, de polikliniek. In 1971 volgde er weer een nieuwbouw, een lang gebouw naast de aanbouw van 1902. Nadat het Ooglijdersgasthuis zich had gevestigd op de Utrechtse Uithof werd het gebouw vanaf 1996 gerenoveerd en gerestaureerd voor gebruik door de Hogeschool Utrecht. De verschillende gebouwen aan de noordzijde werden allen gesloopt en vervangen door een nieuwe aanbouw.

#### Exterieur rijksmonument

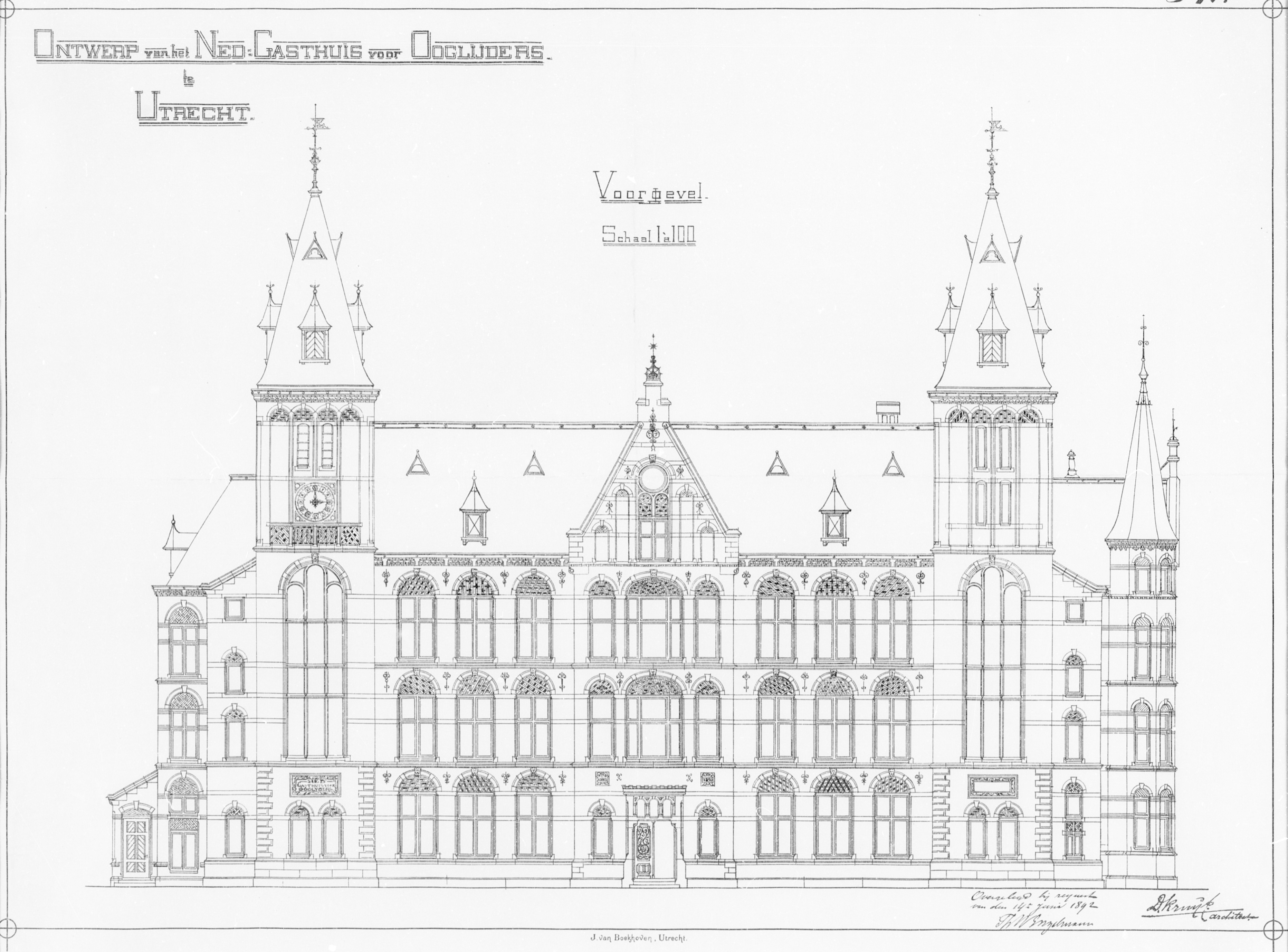
De bouwtekening van de voorgevel aan de F.C. Dondersstraat

Het monumentale hoofdgebouw is uitgevoerd in rode baksteen en heeft drie verdiepingen met meerdere kappen. Het geheel wordt geflankeerd door twee hoektorens. De voorgevel is gelegen aan de F.C. Dondersstraat en is in een renaissancestijl versierd. Dit is te zien aan de natuurstenen decoraties, de speklagen, kruiskozijnen, de rondboogvensters en de spitse dakpartij met een getrapte bekroning. Over de hele gevel zijn ook de kenmerkende sierankers te zien. De aanbouw van 1938 is in een geheel andere stijl opgebouwd, de nieuwe zakelijkheid. Deze is het geconstrueerd met strakke rechte lijnen en grote vierkanten ramen. De aanbouw heeft een vierkante plattegrond en telt drie verdiepingen. Het is net als het hoofdgebouw uitgevoerd in rode baksteen en heeft een plat dak in tegenstelling tot het oudere deel van het complex.

#### Interieur rijksmonument
De indeling van het interieur in het ooglijdersgasthuis is door de jaren heen sterk veranderd. In de bouwtekeningen uit 1892 is het pand als volgt ingedeeld. De begane grond was voornamelijk bedoeld voor het personeel. Aan de voorkant was een garderobe met daarachter een collegezaal. Deze werd geflankeerd door twee kliniekzalen, die allebei grenzen aan een oogspiegelkamer. Deze ruimte werd gebruikt voor inspecties van het netvlies door middel van een oogspiegel. Aan de westelijke zijde bevond zich onder andere een ruimte voor onderzoek en een grote wachtruimte. Aan de oostelijke zijde bevonden zich werkkamers, zitkamers en bestuurskamers. De eerste verdieping is ingericht voor het huizen van patiënten. Aan de westelijke zijde lagen de mannen en aan de oostelijke zijde de vrouwen en de kinderen. Beide hadden beschikking tot aparte eetzalen. Verder waren er ruimtes voor verpleegsters en een zitkamer. De tweede verdieping lijkt sterk op deze indeling, het belangrijkste verschil is dat zich hier in het midden de operatiezaal bevond.

Plattegronden van het gebouw aan de F.C. Dondersstraat
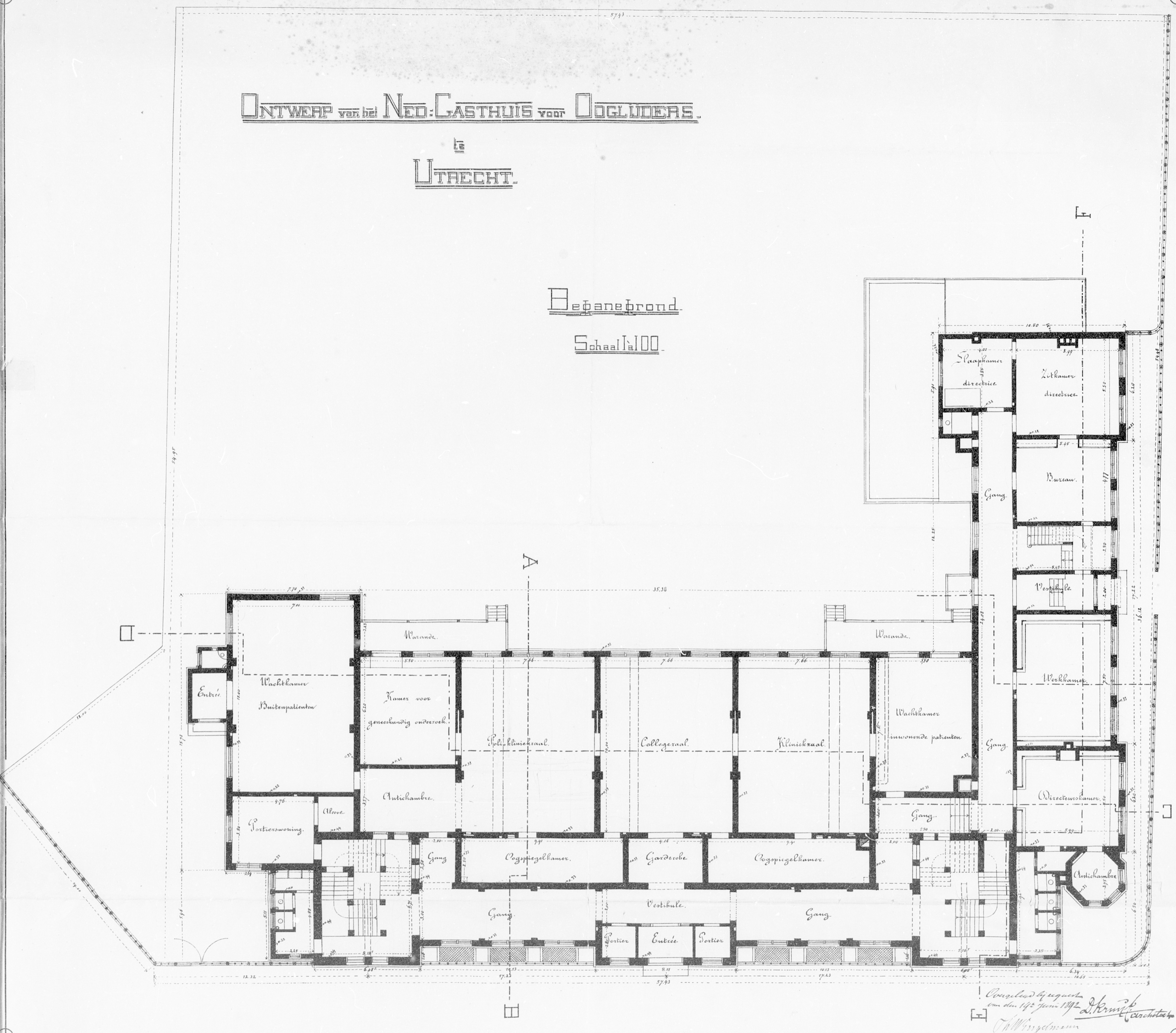
Begane grond, 1892
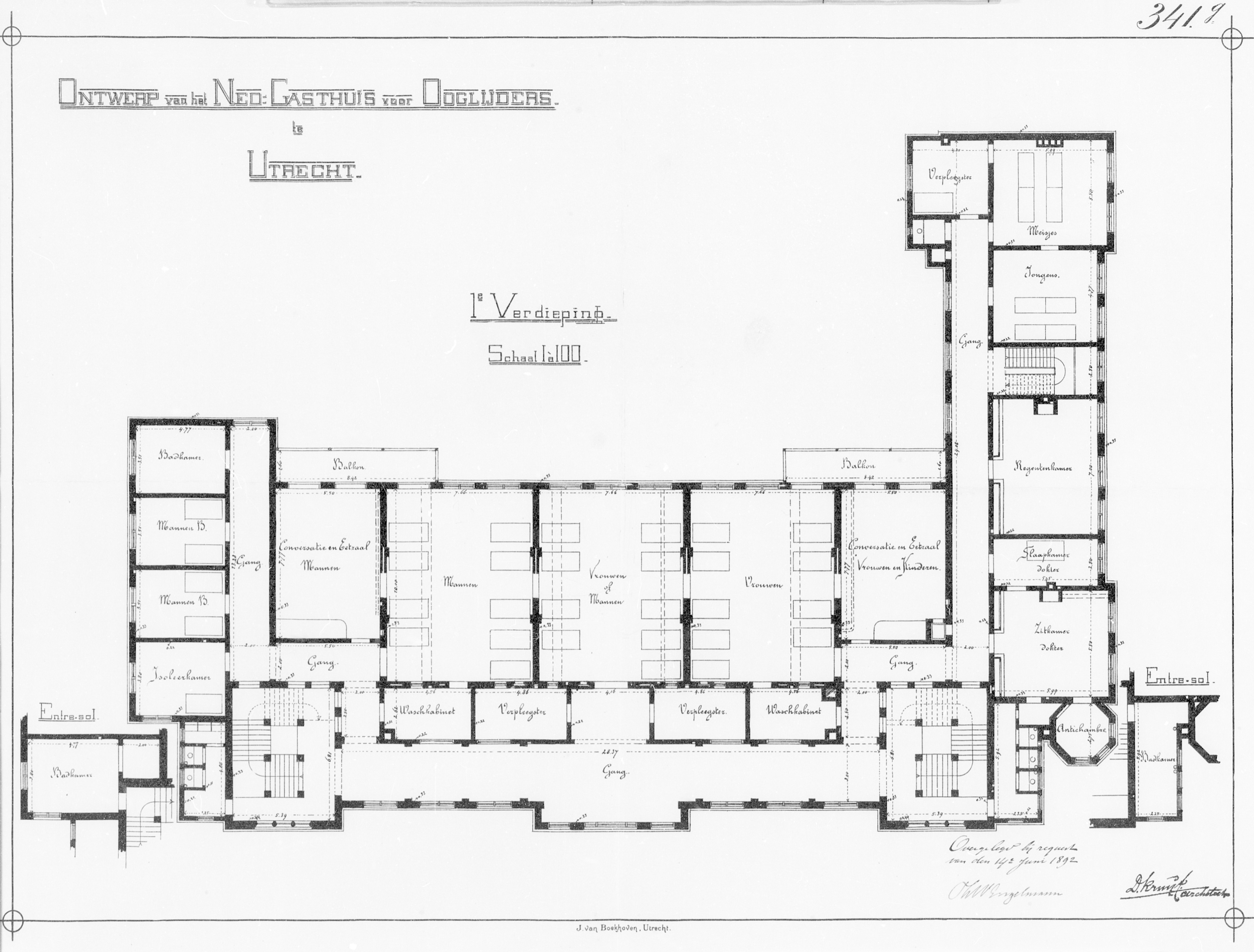
Eerste verdieping, 1892
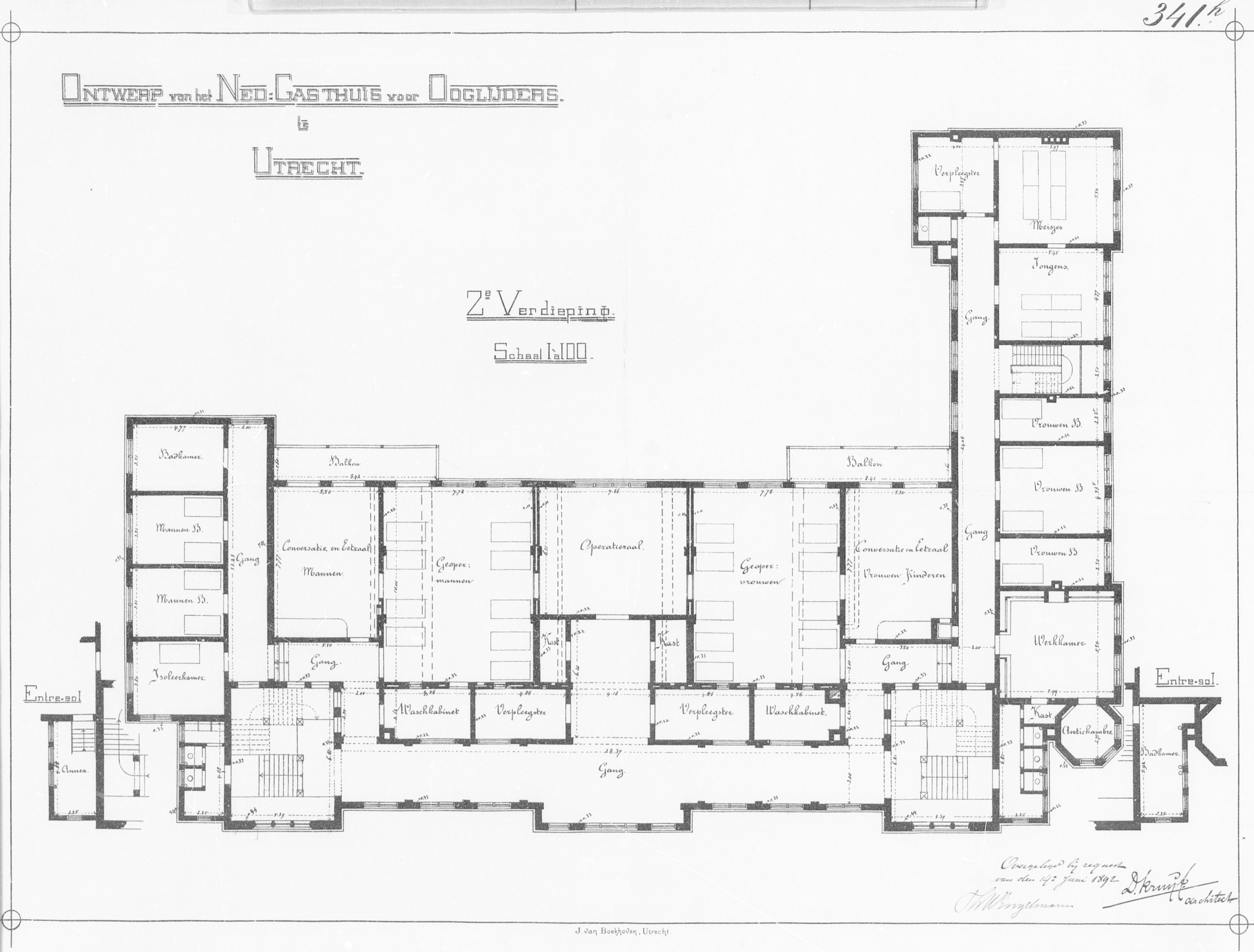
Tweede verdieping, 1892

## Oogheelkunde in het Ooglijdersgasthuis: onderwijs, onderzoek en verpleging
Vanaf het begin had het ziekenhuis twee doelen: ten eerste zorgde het voor de klinische en poliklinische behandeling van oogpatiënten en ten tweede was het de plek voor theoretische en praktische instructie in de oogheelkunde. Het laatste doel was voor Donders het belangrijkst, omdat hij vond dat het niveau van de oogheelkunde in Nederland veel te laag was.
Zodra het ziekenhuis opgericht was, kwam er een golf aan wetenschappelijke publicaties van Donders, Snellen en hun studenten. De resultaten die gepubliceerd werden, waren vaak gebaseerd op metingen die gedaan waren met instrumenten die waren gekocht toen het ziekenhuis voor het eerst uitgerust werd en in de jaren die volgden. Veel van Donders’ resultaten waren echter gebaseerd op metingen met instrumenten die hij zelf had laten maken in het ziekenhuis, ergens anders in Nederland of in het buitenland. Dirk Barentsz. Kagenaar was een van de makers die instrumenten op aanvraag van Donders maakte. De oogheelkundige instrumenten die gebruikt en verzameld waren door Donders en Snellen in de tweede helft van de 19e eeuw, werden geplaatst als lesmateriaal in het Ooglijdersgasthuis. Ze werden gebruikt voor wetenschappelijk onderzoek en voor instructie aan de studenten van Nederlandse en buitenlandse universiteiten die naar Utrecht kwamen om oogheelkunde te studeren.

### Instrumenten
Enkele van de instrumenten die door Donders en Snellen bedacht of aangepast naar hun specificaties zijn de isoscoop, de metroscoop, de oftalmomicroscoop, de oftalmostatometer, de oftalmotroop, de optometer, de phacoidoscoop, de phakometer, scotometer en de skiascoop. Een groot deel van de instrumenten die ontworpen of aangepast zijn voor gebruik van Donders, Snellen en hun collega’s, is opgenomen in de collectie van het Universiteitsmuseum in Utrecht, zoals de Snellenkaart waar Snellen vooral bekend van is. Niet alle instrumenten hebben het door de tijd heen overleefd: een deel is uit elkaar gehaald en hergebruikt voor het ontwerp van andere instrumenten. Ook zijn lang niet alle bedachte instrumenten echt gebruikt.

#### Oogmagneet en sideroscoop

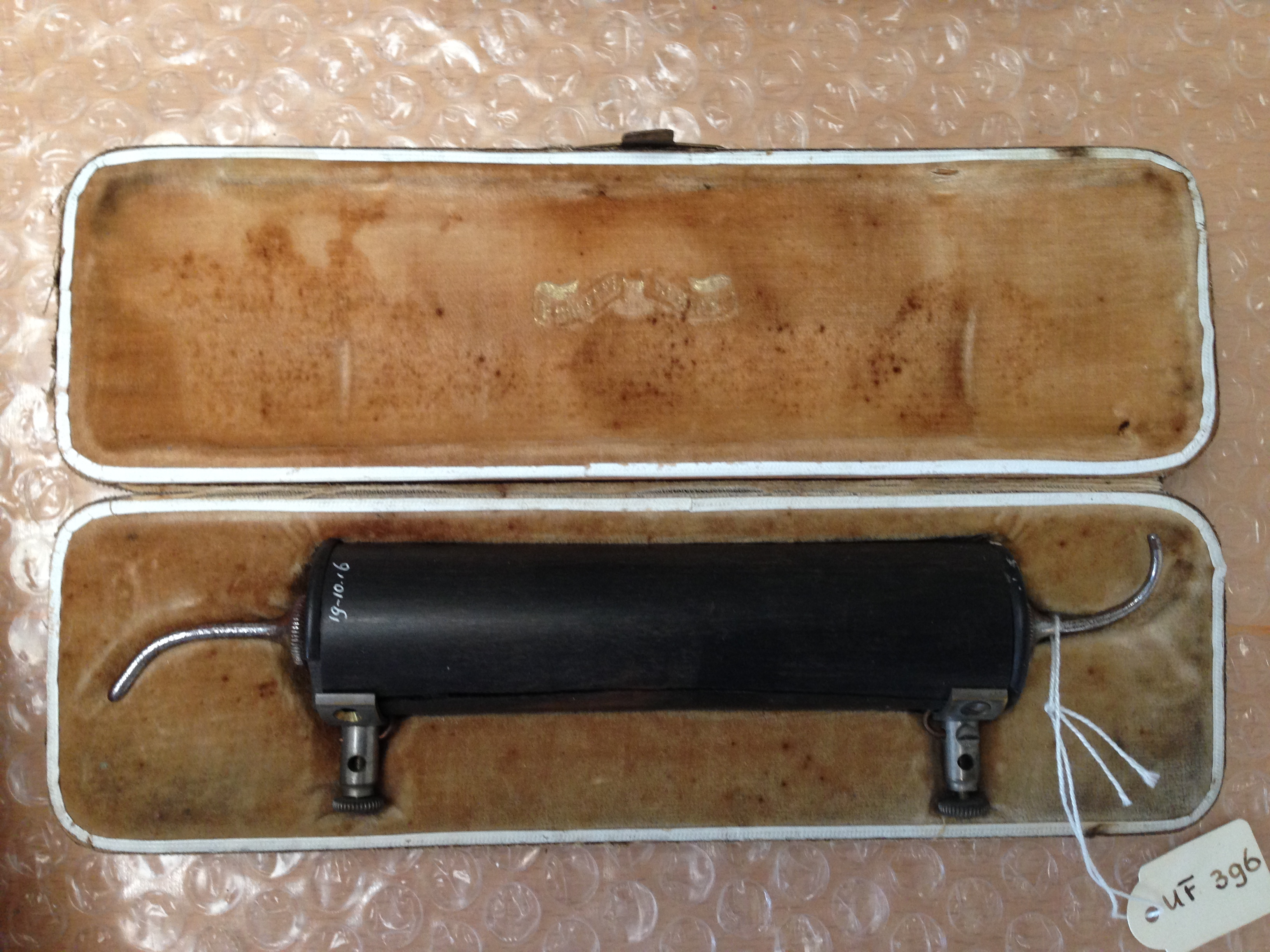
Elektromagneet die met de hand vastgehouden kan worden, bedacht door Julius Hirschberg in 1877.

Voorbeelden van twee bijzondere voorwerpen die in bezit waren van het Ooglijdersgasthuis, waren oogmagneten en sideroscopen. Deze voorwerpen waren van belang bij het verwijderen van metaalsplinters uit het oog. Met de sideroscoop kon vastgesteld worden of het deeltje in het oog magnetisch was en waar het zich bevond. Vervolgens werd geprobeerd het deeltje te verwijderen door middel van een magneet. In 1842 werd dit voor het eerst succesvol uitgevoerd. De magneet die hiervoor gebruikt werd, was echter niet sterk genoeg om kleine, diepliggende splinters uit het oog te verwijderen. Daarom werd in 1877 het gebruik van een elektromagneet bedacht door Julius Hirschberg. De eerste elektromagneten waren nog niet met de hand vast te houden, maar niet veel later liet Hirschberg een handmagneet ontwerpen die gebruiksvriendelijker was.

### Nationale en internationale uitstraling (1858-1920)
Het stichten van oogziekenhuizen gebeurde in de tweede helft van de negentiende eeuw vanuit particulier initiatief, omdat de oogheelkunde zowel bij universiteiten en algemene ziekenhuis nog geen specialistische status werd toegekend. Donders stichtte met het Nederlandsch Gasthuis voor Ooglijders en Minvermogenden de eerste inrichting gespecialiseerd in behandeling, onderzoek en onderwijs in de oogheelkunde. De zogenoemde 'Utrechtse School' van Donders was van grote betekenis voor de ontwikkeling van de Nederlandse en buitenlandse oogheelkunde. Naar zijn voorbeeld werden in Nederland in totaal 9 particuliere oogheelkundige instellingen opgericht. Alleen in Leiden werd in de 19e eeuw een Rijkskliniek gesticht: in 1869 aan de Leidse Hogeschool.

De onderwijsfunctie van het Utrechtse gesticht was bijzonder. Tot aan de opheffing in 1989 wist de inrichting haar onderwijs- en verzorgingsfunctie te behouden. Naast een liefdadigheidsinstelling was het Ooglijdersgasthuis namelijk ook een opleidings- en onderzoeksinstituut. Wanneer Donders om bijdragen voor zijn gasthuis vroeg dan was verwijzing naar onderwijs net zo belangrijk als naar liefdadigheid. In andere oogziekenhuizen, het Oogziekenhuis in Rotterdam, de  Inrichting voor Ooglijders in Amsterdam (beide sinds 1874) en de Inrichting voor Ooglijders in Rotterdam en in Groningen (beide sinds 1879) was de onderwijsfunctie secundair en werd de relatie met de universiteit na verloop van tijd gereduceerd tot het verstrekken van patiënten. Veel van de studenten die een opleiding in het Gasthuis hadden genoten waaierden uit naar het buitenland, andersom zochten buitenlandse oogartsen in opleiding het Gasthuis in Utrecht op om van Donders en zijn opvolgers te leren. De betekenis van een opleiding aan de 'Utrechtse School' was van een zodanige betekenis dat buitenlandse artsen hun opleiding op de vestigingsadvertentie vermeldden. 

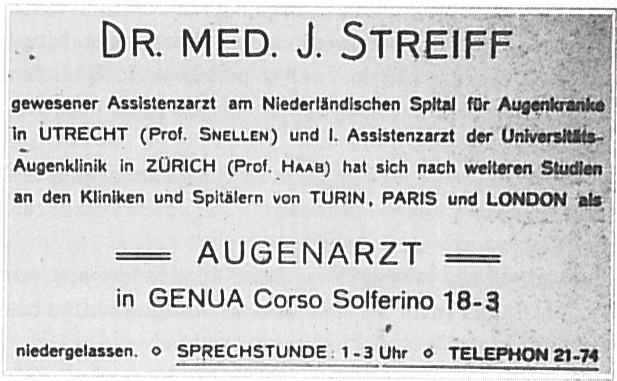
Vestigingsadvertentie Dr. J. Streiff uit Lausanne met daarop de vermelding van opleiding aan het Utrechts Ooglijdersgasthuis

De invloed van het gasthuis in de ontwikkeling van de oogheelkunde kwam ook tot uiting in de publicaties die vanuit het gasthuis werden uitgegeven. Donders gaf als bijlage van de jaarverslagen van het gasthuis de Wetenschappelijke Bijbladen uit en vormden de eerste zelfstandig uitgegeven oogheelkundige publicaties in Nederland. De bijbladen waren uitsluitend bestemd voor Utrechts bijdragen, overige oogheelkundige publicaties verschenen in het Nederlandsch Tijdschrift van Geneeskunde. In 1895 verscheen het eerste algemene Oogheelkundig Tijdschrift uitgegeven door het Oogheelkundig Gezelschap..
De reputatie van het Ooglijdersgasthuis bleef niet beperkt tot de oogheelkunde zelf, want patiënten kwamen vanuit heel Nederland en vanuit buitenland naar Utrecht om behandeld te worden.

#### Bekende patiënten
- Éamon de Valera (1952)
- Prinses Marijke (1957)[11]
- Rijk de Gooyer (1977)[12]

### Patiëntenzorg in het gebouw aan de F.C. Dondersstraat

#### Verpleging
In het Ooglijdersgasthuis zijn vanaf het begin verpleegsters aan het werk geweest. De functie en taken van de verpleging is in de loop van de tijd veranderd.

##### 19e eeuw
Zoals in alle gasthuizen uit die tijd benoemden in de beginjaren de regenten en regentessen een binnenvader en binnenmoeder. Een binnenvader was verantwoordelijk voor het gebouw en het personeel. De binnenmoeder hield toezicht over alle verpleegsters. De verpleging was in die tijd altijd in handen van vrouwen. Hun voornaamste taak was om zorgzaam en dienstbaar te zijn. De zorg was voor hun belangrijker dan werkelijke medische verpleging. Huishouden en schoonmaken was ook een taak voor de verpleegsters en de binnenmoeder. Het takenpakket veranderde echter eind 19e eeuw. In een jaarverslag uit 1896 wordt al vermeld dat verpleegsters mochten helpen bij het vaststellen van de gezichtsscherpte van een patiënt, aan de hand van de Snellenkaart. Dat scheelde de doktoren werk en het werk van de verpleegsters werd afwisselender. Toen de ware oorzaak van besmetting werd ontdekt werd hygiëne erg belangrijk. De verpleging was dan ook medeverantwoordelijk voor het schoonhouden van de ruimtes en de instrumenten.

##### 20e eeuw
In de loop van de tijd kwamen er ook mannelijke verplegers te werken. In 1983 is het huishouden geen taak meer voor de verpleging. Deze taak werd voor speciale schoonmaakbedrijven. De verpleging bestond ook steeds meer uit gekwalificeerd personeel. In 1974 begon het Ooglijdersgasthuis met bijscholingscursussen voor de verpleging. Toen andere ziekenhuizen hier ook interesse in gingen tonen werd er een speciale opleidingscommissie opgesteld. Hierin namen hoofdverpleegkundigen van oogheelkundige afdelingen van genoemde academische ziekenhuizen, een hoofddocente en de verpleegkundig directrice van het Ooglijdersgasthuis plaats. Zij pasten het programma steeds aan op de op dat moment bestaande behoeften.

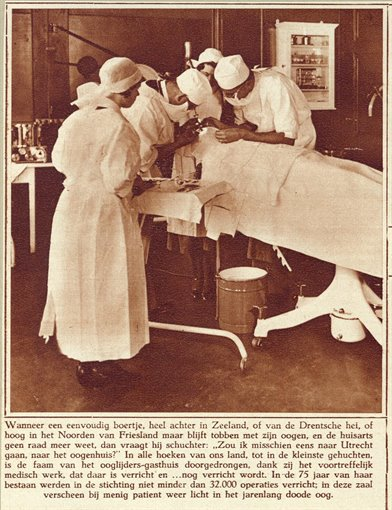
Operatie in het Ooglijdersgasthuis

#### Overige patiëntenzorg
Naast verpleging vonden er nog andere vormen van patiëntenzorg plaats. Zo was er onder de verpleegsters een aantal voorlezeressen die de patiënten bezig hielden tijdens hun verblijf, later werden zij vervangen door bezigheidstherapeuten. Ook was er in 1978 een parttimefunctie weggelegd voor een pastor. Hij schonk geestelijke bijstand aan de patiënten, die aan hem al hun ‘onuitgesproken vragen’ konden stellen.  De pastor moest wel een speciale clinical training hebben gevolgd. De samenwerking tussen pastor, arts en verpleegkundige liet echter volgens de jaarverslagen nog wat te wensen over. Daarnaast werd er in 1979 een maatschappelijk werker aangenomen, die de taak van sociale hulpverlening op zich nam. Hiervoor werd eerst beroep gedaan op de familie en vrienden van de patiënt. Ook werd er steeds meer aandacht besteed aan de vereenzaming van ouderen.
De vele buitenlandse patiënten zorgden soms voor problemen. Een voorbeeld is te vinden in het jaarverslag van 1884. Hierin staat dat voor de vele patiënten uit Israël geen eten gekookt kon worden in het gasthuis. Ze konden het daar namelijk niet naar den [Israëlitische] ritus  bereiden. Deze patiënten moesten ondergebracht worden in gastgezinnen. In 1893 werd daarom een tweede pleegzuster aangesteld die het koken van koosjer voedsel voor haar rekening kon nemen.

## Financiering
Het Ooglijdersgasthuis kon gefinancierd worden door verschillende inkomsten, zoals giften, armenzorg, subsidies en toelagen. In 1852 opende prof. dr. Franciscus Cornelis Donders een polikliniek voor oogheelkunde. In 1858 werd op initiatief van Donders de Vereniging ‘Het Nederlandsch Gasthuis voor behoeftige en minvermogende ooglijders te Utrecht’ opgericht op het Begijnehof. Deze locatie werd al snel te klein, waardoor het  Ooglijdersgasthuis werd verplaatst naar de Bleyenburgstraat waar een nieuw pand werd gebouwd. De doelstellingen van het Gasthuis waren tweeledig: het behandelen van ooglijders en het geven van onderwijs in de oogheelkunde.

### 1852-1858

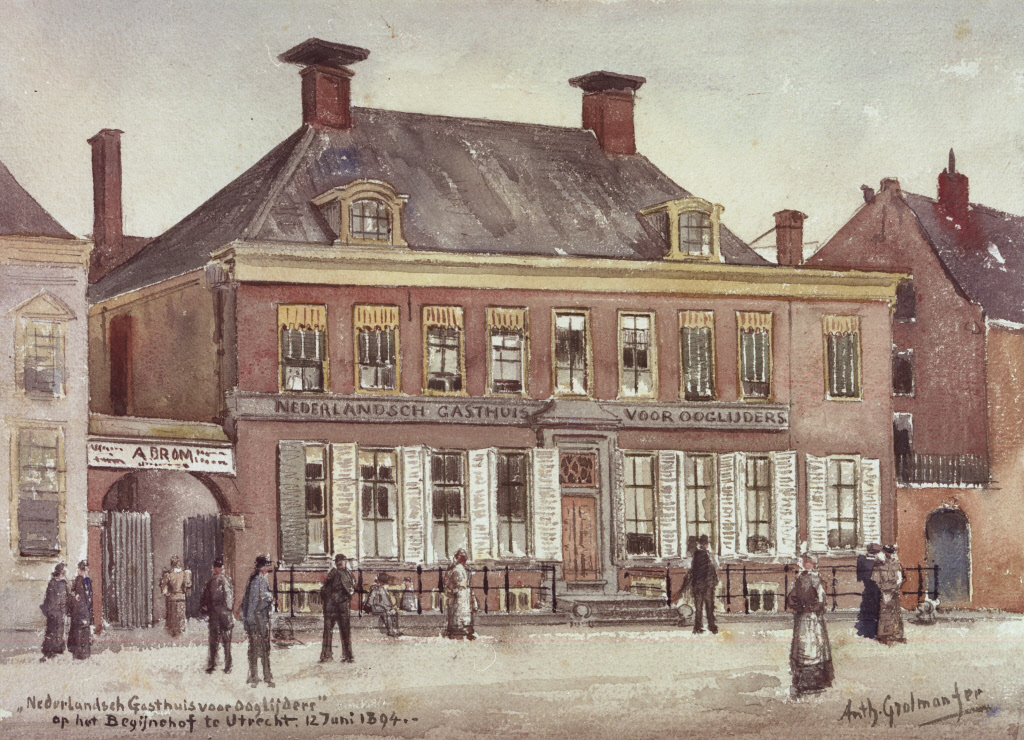
Ooglijdersgasthuis Begijnehof 1894

Prof. dr. F. C. Donders opende in 1852 op eigen kosten een polikliniek voor de oogheelkunde. De polikliniek werd gevestigd in het cholerahospitaal. Donders had de conciërge en zijn vrouw tot zijn beschikking, maar had verder geen verplegend personeel in dienst. De regenten van het stedelijk ziekenhuis verzorgden het benodigde voedsel. De kliniek had dankzij deze bijdragen weinig kosten.

### 1858-1880
In 1858 opende Donders het Gasthuis voor ooglijders aan het Begijnehof. De aankoop en de inrichting vereisten een bedrag van 40.000 gulden. De benodigde 40.000 gulden werd verzameld door liefdadige giften. Om mensen aan te sporen te doneren, werd er in 1957 een circulaire verspreid waarin stad- en landgenoten werd gevraagd een donatie te doen voor het Ooglijdersgasthuis. Hierin stond vermeld dat de bestuurders van het Ooglijdersgasthuis een minimum van 250 gulden moesten bijdragen. Land- en stadgenoten mocht ook kleinere bedragen schenken aan het Gasthuis, maar wel met een minimum van 50 gulden. De binnengekomen giften werden verdeeld over twee fondsen. Grote giften kwamen ten goede aan het Kapitaalfonds en kleine giften kwamen ten goede aan het Verpleegfonds.
Naast de aankoop en inrichting van het pand, was er nog meer geld nodig om het Gasthuis goed te kunnen laten functioneren. De verpleging werd deels gefinancierd uit giften en deels gefinancierd door het in rekening brengen van verpleegkosten. Er werd een deling gemaakt in de gewone en de buitengewone lijders. De gewone lijders moesten, afhankelijk van hun sociaal-economische situatie, wel of niet betalen voor hun verpleging. De buitengewone lijders moesten de verpleegkosten altijd betalen. Voor deze buitengewone lijders golden andere, hogere verpleegkosten. De verpleegkosten waren echter nooit hoger dan het dubbele van de gewone lijders. Dankzij het Verpleegfonds konden de in rekening gebrachte verpleegkosten laag blijven. Gedurende de vergadering op 2 mei 1860 werd het verpleeggeld voor het gemeente- en armenbestuur vastgesteld om 0,50 gulden per dag. Particulieren betaalden een iets hoger bedrag, namelijk 0,60 gulden per dag. De buitengewone lijders werd een bedrag van 1,60 gulden per dag in rekening gebracht.

### 1880-1894
De locatie aan het Begijnehof werd al snel te klein. Donders wilde het gasthuis verplaatsen naar een nieuwe locatie en startte in 1882 met inzamelingsacties. De nieuwe locatie van het Gasthuis werd een nieuwbouw project op in de Bleyenburgstraat. Het nieuwe pand werd in 1894 in gebruik genomen. In 1884 stichtte Donders, naast het Kapitaalfonds en het Verpleegfonds, het Bouwfonds. Sinds 1882 was er een bedrag van 19.000 gulden verzameld en dit bedrag werd op dit nieuwe Bouwfonds gestort. De kosten van dit nieuwbouwproject werden begroot op 160.000 gulden. In 1889 en 1890 werden er grote acties georganiseerd die 47.500 gulden opleverden. Ook waren er  bijvoorbeeld acties van het Damescomité, zij organiseerde een tentoonstelling van Aquarellen en een verloting, de opbrengst van 15.200,23½ gulden werd geheel gedoneerd aan het Ooglijdersgasthuis.
In 1883 werden de verpleegkosten voor de gewone particuliere lijders verhoogd van 0,60 gulden naar 1 gulden. Het Gasthuis was niet alleen een plek waar men geholpen kon worden aan oogproblemen, maar er werd ook les gegeven in de oogheelkunde. In 1893 werd er een overeenkomst gesloten met de Curatoren van de Universiteit en de Minister van Binnenlandse zaken. Het Gasthuis ontving nu elk jaar een vergoeding van 5000 gulden voor de kosten van het onderwijs.

### 1894-1927

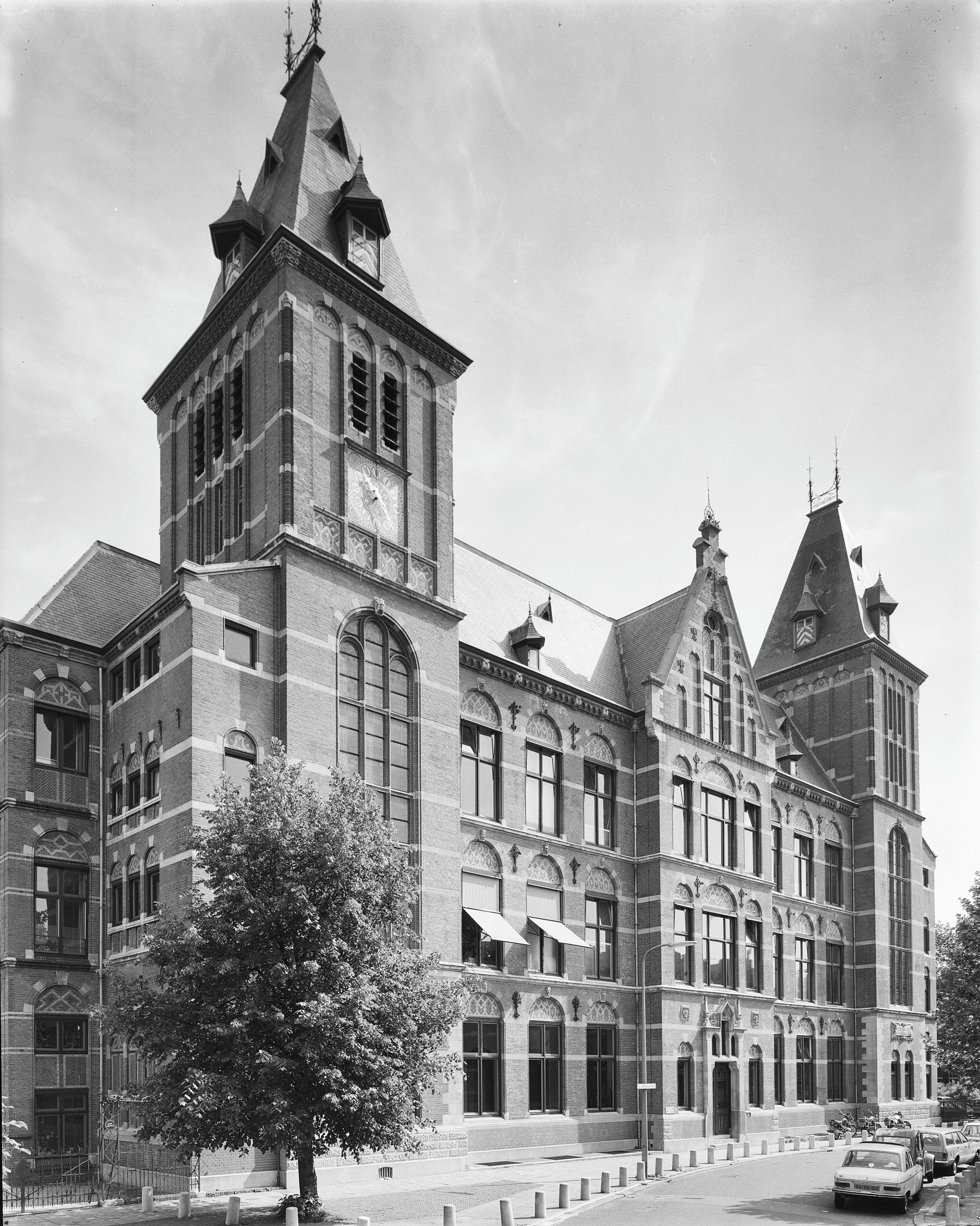
Ooglijdersgasthuis aan de Bleyenburgstraat

Door de verhuizing naar het nieuwe pand aan de Bleyenburgstraat stegen de kosten van het Ooglijdersgasthuis. Er konden meer patiënten worden opgenomen, waardoor de kosten van de verpleging toenamen en er was meer personeel nodig. Door de toename van het personeel, werden de salariskosten ook hoger. Deze hogere kosten werden op drie manieren opgevangen: de verpleegkosten werden wederom verhoogd, het Gasthuis ontving een vergoeding van het Rijk van 5000 gulden en ze ontvingen een vergoeding van 2000 gulden van het provinciale bestuur. Het Gasthuis ontving nu een vergoeding van het Rijk, terwijl de bedragen in giften meer en meer terugliepen. In 1901 waren de giften teruggelopen tot een bedrag van ongeveer 3000 gulden, terwijl de giften in de beginjaren nog tussen de 5500 en 6000 gulden bedroegen. In 1903 liep ook het aantal patiënten terug. Dit is te verklaren door de concurrentie van andere oogheelkundige klinieken. Er ontstonden door beide ontwikkelingen, de afname in giften en in patiënten, een tekort aan inkomsten, waardoor er uit het Kapitaalfonds geput moest worden. In 1920 werd de bijdrage van het Rijk verdubbeld tot 10.000 gulden. Ook werden de verpleegtarieven verhoogd, die door gemeenten en ziekenfondsen betaald werden.

### Problematiek gegevens
In de eerste jaarverslagen van het Ooglijdersgasthuis is bijna geen financiële informatie te vinden. De eerste financiële paragraaf in het jaarverslag vinden we in het jaar 1865. Er zijn twee oorzaken te noemen die deze gebrekkige financiële informatie kunnen verklaren. Ten eerste waren de boekhoudkundige technieken in de negentiende eeuw veel minder goed ontwikkeld dan nu in de eenentwintigste eeuw. De financiële gegevens die werden bijgehouden beperkten zich vaak tot het noteren van de inkomsten en de uitgaven. Ten tweede speelt de aard van het Gasthuis ook een rol. De meeste aandacht ging naar de behandeling en verzorging van de patiënten, waardoor er minder aandacht was voor de administratie.

## Lijst van directeuren
Hoewel het Ooglijdersgasthuis werd opgericht in 1858, werd de eerste directeur pas in 1862 benoemd. De volgende personen hebben deze functie bekleed:
- F. C. Donders  (1862 - 1883)
- H. Snellen Sr. (1883 - 1903)
- H. Snellen Jr. (1903 - 1928)
- H. J. M. Weve (1929 - 1958); hoofdassistent P.F.X.Thier (1933-1945/1956)
- J. ten Doesschate (1958 - 1970)
- R. W. J. N. Hoppenbrouwers (1970 - 1974)
- J. E. Winkelman (1975 - 1989)

Hedendaags:
Diakonessenhuis ·
Prinses Máxima Centrum  ·
St. Antonius Ziekenhuis (Utrecht) ·
Universitair Medisch Centrum Utrecht

Niet meer bestaand:
Academisch Ziekenhuis Utrecht ·
Amaliastichting ·
Catharijnegasthuis ·
Centraal Militair Hospitaal ·
Emmakliniek ·
Kraamkliniek Huize Ooievaar ·
Leeuwenbergh Gasthuis ·
Mesos Medisch Centrum ·
Ooglijdersgasthuis ·
Stads- en Academisch Ziekenhuis Utrecht ·
Sint Antonius Ziekenhuis (voormalig) ·
St. Joannes de Deo Ziekenhuis ·
Wilhelmina Kinderziekenhuis ·
Ziekenhuis Oudenrijn · 
Ziekenhuis Overvecht